# Язьвіна
Язьвіна (пол. Jaźwina, нім. Langseifersdorf) — село в Польщі, у гміні Лаґевники Дзержоньовського повіту Нижньосілезького воєводства.
Населення — 1118 осіб (2011).
У 1975-1998 роках село належало до Вроцлавського воєводства.

## Демографія
Демографічна структура станом на 31 березня 2011 року:
|          | Загалом | Допрацездатний вік | Працездатний вік | Постпрацездатний вік |
| -------- | ------- | ------------------ | ---------------- | -------------------- |
| Чоловіки | 561     | 116                | 398              | 47                   |
| Жінки    | 557     | 103                | 344              | 110                  |
| Разом    | 1118    | 219                | 742              | 157                  |